# Kyathagondanahalli, Madhugiri
Kyathagondanahalli là một làng thuộc tehsil Madhugiri, huyện Tumkur, bang Karnataka, Ấn Độ.